# Pantan Sile
Pantan Sile is een bestuurslaag in het regentschap Aceh Tengah van de provincie Atjeh, Indonesië. Pantan Sile telt 402 inwoners (volkstelling 2010).